# Walliswil bei Niederbipp
Walliswil bei Niederbipp ist eine Einwohnergemeinde im Schweizer Kanton Bern. Sie gehört zum Verwaltungskreis Oberaargau.

## Geographie

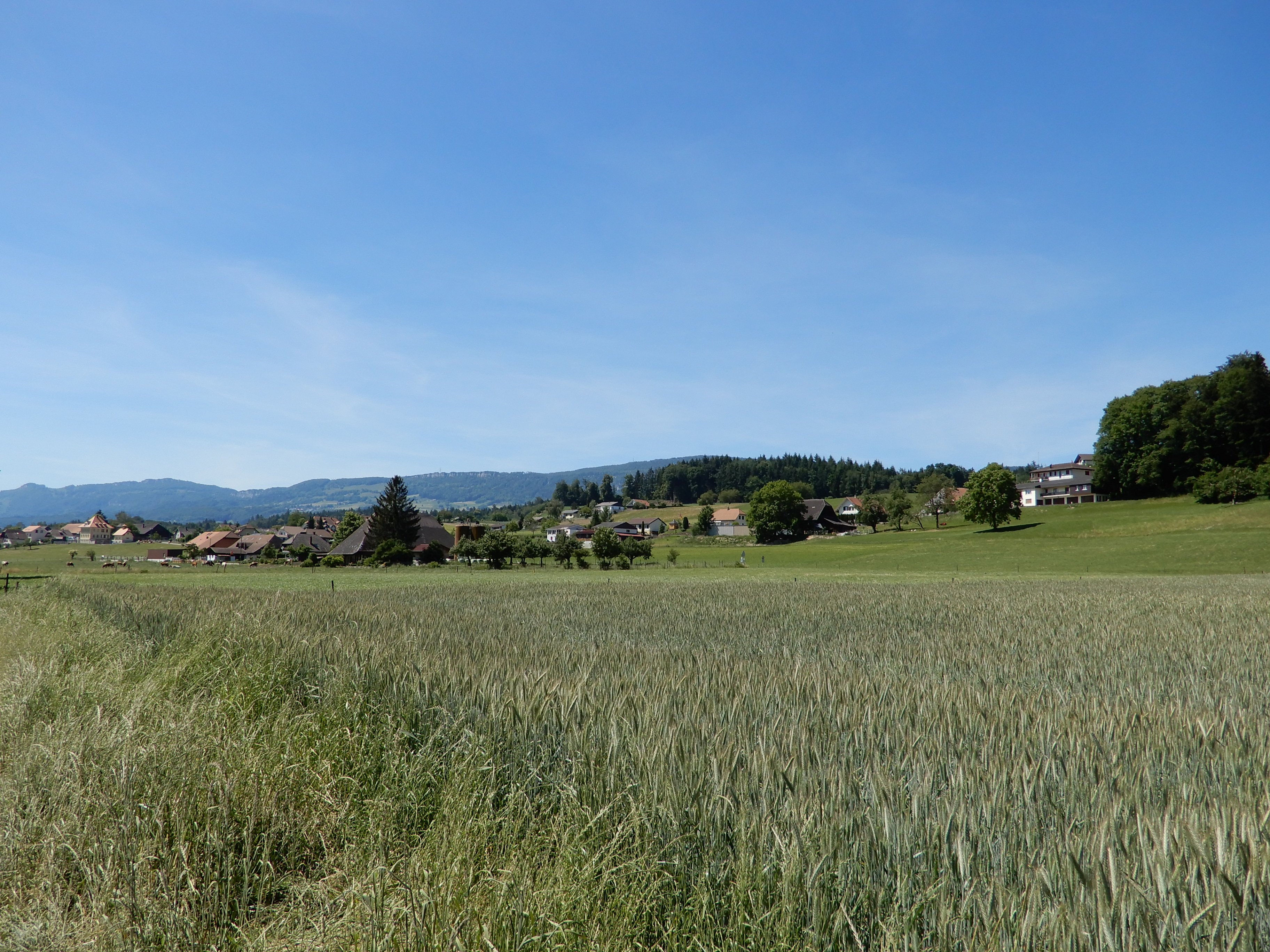
Walliswil bei Niederbipp vom Aareufer gesehen

Walliswil bei Niederbipp liegt auf 431 m ü. M., 3 km östlich des Bezirkshauptortes Wangen an der Aare und 13 km ostnordöstlich der Stadt Solothurn (Luftlinie). Das Bauerndorf erstreckt sich am nördlichen Talhang der Aare gegenüber von Walliswil bei Wangen im Bipperamt.
Die Fläche des 1,4 km² grossen Gemeindegebiets umfasst einen Abschnitt des nördlichen Berner Mittellandes. Die südliche Grenze bildet auf einer Länge von rund 3 km die Aare, die hier in ein Tal eingetieft ist. Vom Fluss erstreckt sich der Gemeindeboden nordwärts über die Talaue und die Niederterrasse bis auf die Höhe des Längwaldes. Dieser Waldrücken bildete während der Würmeiszeit die Endmoräne des Rhonegletschers. Auf dem Chällerrain, der mit steilem Hang zur Aare abfällt, wird mit 500 m ü. M. die höchste Erhebung von Walliswil bei Niederbipp erreicht. Von der Gemeindefläche entfielen 1997 18 % auf Siedlungen, 19 % auf Wald und Gehölze, 53 % auf Landwirtschaft, und etwas mehr als 10 % war unproduktives Land (Kiesgruben).
Nachbargemeinden von Walliswil bei Niederbipp sind Oberbipp, Bannwil, Berken, Walliswil bei Wangen und Wiedlisbach.

## Bevölkerung
Mit 225 Einwohnern (Stand 31. Dezember 2023) gehört Walliswil bei Niederbipp zu den kleinen Gemeinden des Kantons Bern. Von den Bewohnern sind 99,2 % deutschsprachig, 0,4 % englischsprachig, und 0,4 % sprechen Russisch (Stand 2000). Die Bevölkerungszahl von Walliswil bei Niederbipp belief sich 1850 auf 204 Einwohner, 1900 auf 233 Einwohner. Im Verlauf des 20. Jahrhunderts pendelte die Bevölkerungszahl stets im Bereich zwischen 170 und 240 Personen. Seit 1990 (198 Einwohner) wurde eine leichte Bevölkerungszunahme verzeichnet.

## Wirtschaft
Walliswil bei Niederbipp war bis in die zweite Hälfte des 20. Jahrhunderts ein vorwiegend durch die Landwirtschaft geprägtes Dorf. Noch heute haben der Ackerbau und Obstbau sowie die Viehzucht einen gewissen Stellenwert in der Erwerbsstruktur der Bevölkerung. Weitere Arbeitsplätze sind im lokalen Kleingewerbe und im Dienstleistungssektor vorhanden, unter anderem in einem Kies- und Betonwerk und in einer mechanischen Werkstatt. Nördlich des Dorfes wird eine grosse Kiesgrube ausgebeutet. Walliswil bei Niederbipp ist Standort eines Alters- und Pflegeheimes. In den letzten Jahrzehnten hat sich das Dorf zu einer Wohngemeinde entwickelt. Viele Erwerbstätige sind deshalb Wegpendler, die hauptsächlich in den grösseren Orten entlang des Jurasüdfusses zwischen Solothurn und Olten sowie in der Region Langenthal-Herzogenbuchsee arbeiten.

## Verkehr
Die Gemeinde liegt abseits der grösseren Durchgangsachsen an einer Verbindungsstrasse von Wangen an der Aare nach Aarwangen. Der nächste Anschluss an die Autobahn A1 (Bern–Zürich) befindet sich rund 3 km vom Ortskern entfernt. Walliswil bei Niederbipp besitzt selbst keine Anbindung an das Netz des öffentlichen Verkehrs. Die nächste Bushaltestelle befindet sich in Walliswil bei Wangen, das durch eine Fussgängerbrücke über die Aare leicht erreichbar ist.

## Geschichte
Die erste urkundliche Erwähnung des Ortes erfolgte 1102 unter dem Namen Walaswiler, wobei nicht klar ist, um welches Walliswil es sich hier handelte. Später erschienen die Bezeichnungen Walaswille (1324), Walaswile (1332), Walleswil (1347) und Walliswil (1427). Der Ortsname könnte entweder vom althochdeutschen Wort walah «welsch, romanischsprachig» oder vom Personennamen Walacho abgeleitet worden sein. Er bedeutet demnach «beim Gehöft des Walacho / des Welschen».
Seit dem Mittelalter unterstand Walliswil bei Niederbipp der Landgrafschaft Buchsgau, welche von den Grafen von Frohburg verwaltet wurde. Es gehörte darin zur Herrschaft Bipp und seit dem Beginn des 14. Jahrhunderts zum Amt Erlinsburg, das 1332 an die Grafen von Neuenburg-Nidau kam. Im Weiteren teilte Walliswil bei Niederbipp das Schicksal der Herrschaft Bipp, welche zahlreiche Besitzerwechsel erfuhr. Als Teil dieser Herrschaft gelangte das Dorf 1413 unter die gemeinsame Verwaltung von Bern und Solothurn. Nach der Teilung des Buchsgaus kam Walliswil bei Niederbipp 1463 unter die alleinige Oberhoheit Berns und wurde der Landvogtei Bipp zugeordnet.
Nach dem Zusammenbruch des Ancien Régime (1798) gehörte Walliswil bei Niederbipp während der Helvetik zum Distrikt Wangen und ab 1803 zum Oberamt Wangen, das mit der neuen Kantonsverfassung von 1831 den Status eines Amtsbezirks erhielt. Heute arbeitet das Dorf im sozialen, schulischen und gesellschaftspolitischen Bereich eng mit den Nachbargemeinden zusammen; Gemeindeangelegenheiten werden zum Teil von Wangen an der Aare aus betreut.